# Virupaksa

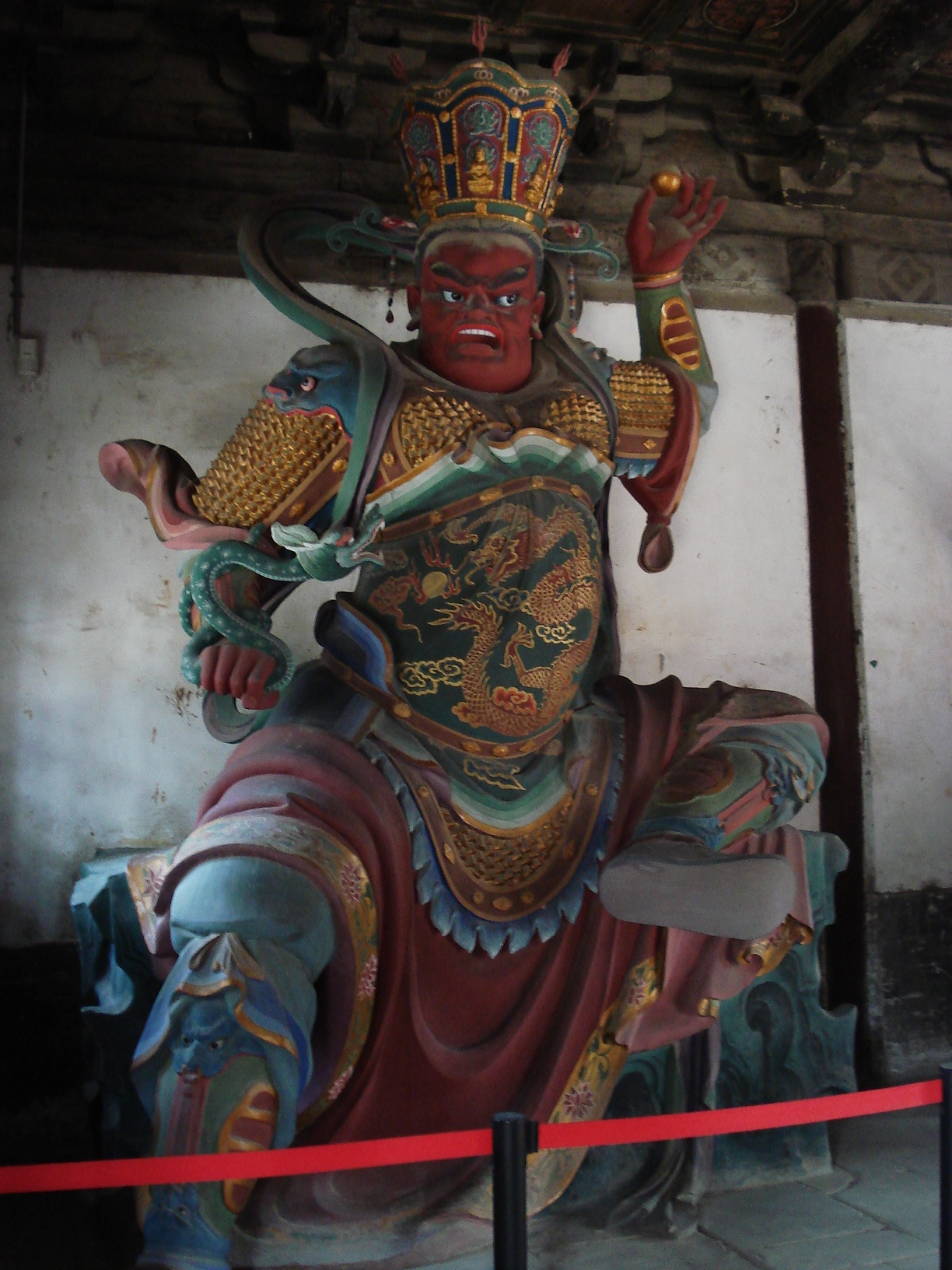
Statuia lui Virupaksa.

Virupaksa este o zeitate budistă ce face parte din grupul Celor patru regi celești . El este regele paznic al vestului și este asociat cu anotimpul toamna . La fel ca ceilalți regi celești este un zeu foarte venerat în Asia de Est .
El apare în iconografie ca un războinic de culoare roșie și având în mâna dreaptă un șarpe sau o pensulă, iar în mâna stângă ține gema cu care împlinește dorințe sau o teacă.